# Parque Arboreto de Saint-Setiers
El Parque Arboreto de Saint-Setiers (francés: Parc Arboretum de Saint-Setiers también conocido como Parc Arboretum et Sylvatum de Saint-Setiers), es un parque de propiedad privada y arboreto, que se encuentra en Saint-Setiers, Francia.

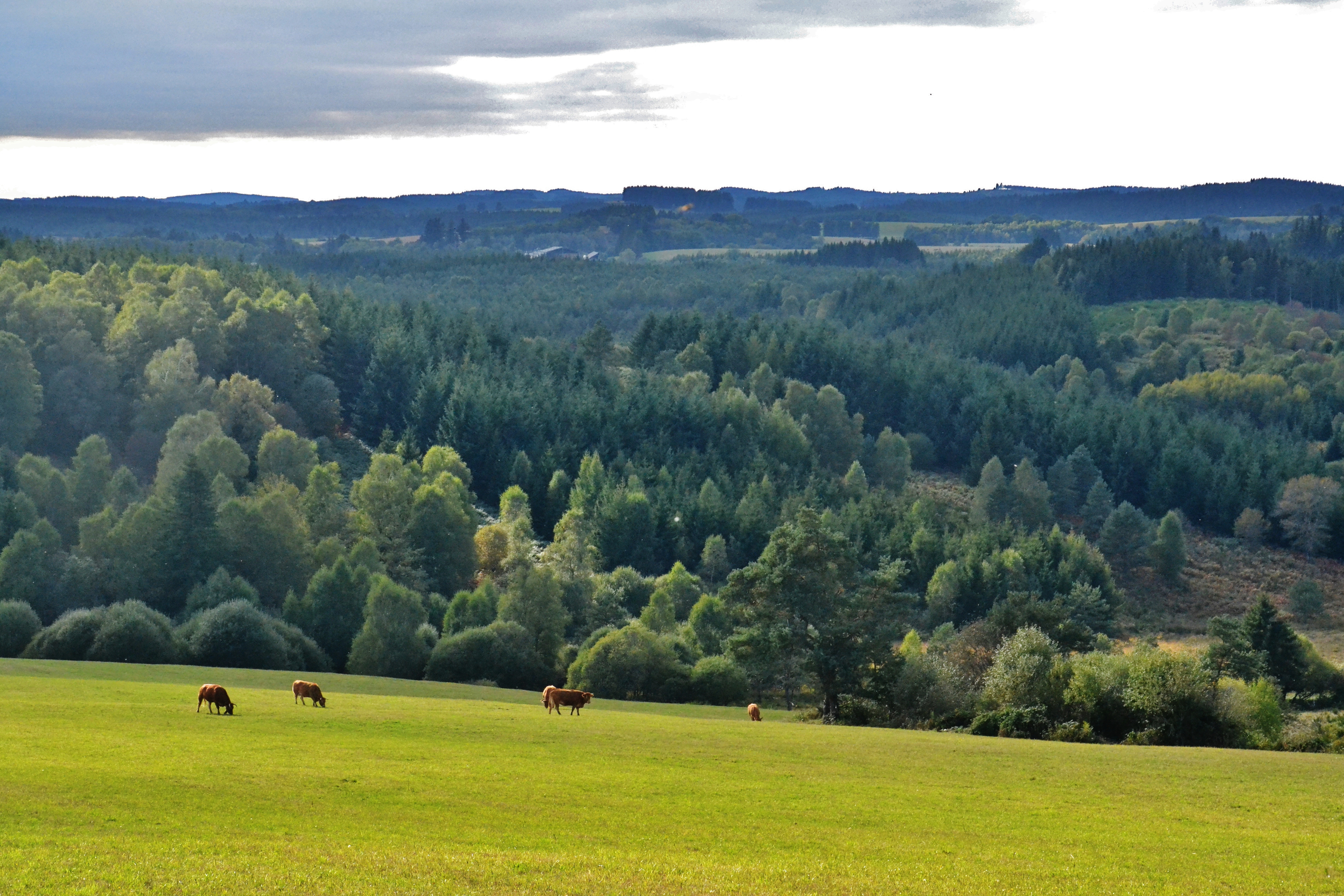
El « Plateau de Millevaches », cerca de Saint-Setiers.

## Localización
El arboreto se ubica en el corazón del « Plateau de Millevaches », a una altitud de casi 1,000 m s. n. m.
Parc Arboretum et Sylvatum de Saint-Setiers Le Bourg 19290 Saint-Setiers, Département de Corrèze, Limousin, France-Francia.
Planos y vistas satelitales.45°41′51″N 2°7′51″E / 45.69750, 2.13083
Está abierto al público en los meses cálidos del año y se paga una  tarifa de visita.

## Historia
Desde mediados del siglo XX, con el abandono de tierras de cultivo y los páramos, y algunas veces de las zonas de bosques de hoja caduca, se ha producido en la meseta una reforestación masiva y artificial de coníferas. Aunque el Pinus sylvestris originalmente estaba presente en Lemosín, sin embargo son las especies americanas tales como abeto de Vancouver, douglas o la picea de Sitka ahora son recurrentes en el paisaje.
El parque y su arboreto fueron establecidos en el siglo XIX, y actualmente contienen cerca de 115 especies de árboles y arbustos.

## Colecciones
La "meseta de Millevaches" es un área donde todavía existen landas (incluyendo brezales) en algunos lugares, a pesar de la forestación y el páramo erosionado en gran medida.
En cuanto a la vegetación potencial, el haya es dominante, antes que Quercus alba, y en menor medida, Quercus petraea. Emblema Regional, el Castaño está casi ausente en el territorio de la meseta, raramente a más de 500 metros de altitud.
Entre los árboles del arboreto destaca el espécimen de Thujopsis que su plantación data de 1802 y un gran abeto de douglas a partir de 1895.
Así como:
- Un sendero del bosque de 5 kilómetros,
- Una isla del río cubierta con rododendros,
- Una escultura de tierra monumental ("La grande Nageuse") obra de Gerhard Lentik.

También es posible ver la escultura de Marc Duquesnoy realizada en el 2008, en el tronco de un árbol: la madera está combinada con la porcelana.

Detalles
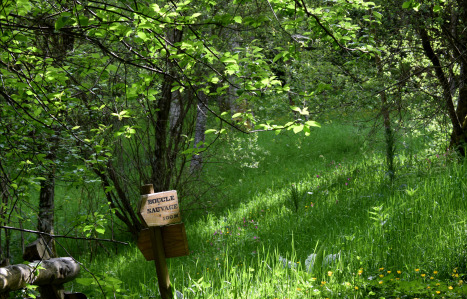
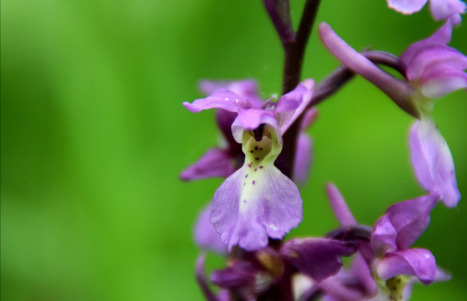
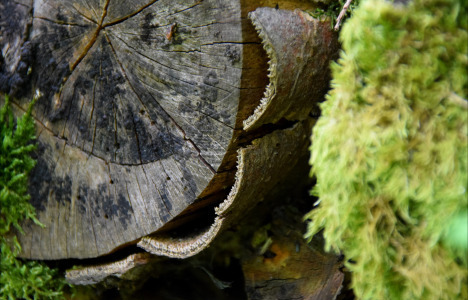
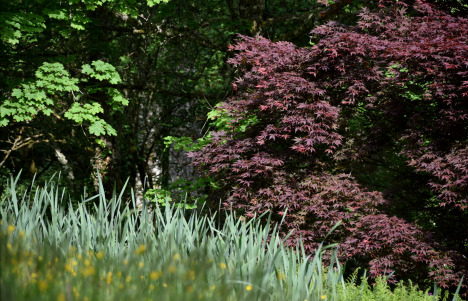
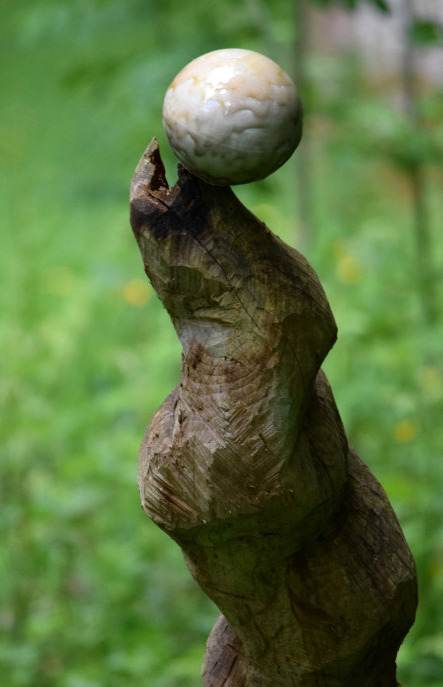
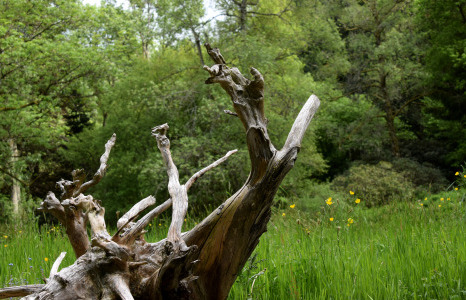